# Sers (Charente)
Sers település Franciaországban, Charente megyében. Lakosainak száma 903 fő (2022. január 1.). Sers Bouëx, Dignac, Dirac, Garat, Grassac, Rougnac és Vouzan községekkel határos.

## Népesség
A település népessége az elmúlt években az alábbi módon változott:
| Lakosok száma | 413  | 540  | 633  | 710  | 823  | 857  | 871  | 888  | 895  | 903  |
|               | 1968 | 1982 | 1990 | 2006 | 2013 | 2015 | 2017 | 2019 | 2020 | 2022 |